# Faltwerk (Möbelornament)
Faltwerk ist an historischen Möbeln eine Ornamentform zur Flächenfüllung, die an gefaltetes und wieder aufgerolltes Papier erinnert.

## Geschichte
Gegen 1400 wurde in Mitteleuropa begonnen, Möbel, Türen und Vertäfelungen aus Rahmen und Füllungen zu konstruieren. So wurde Material gespart und das Holz konnte "arbeiten", das heißt, sich je nach klimatischen Bedingungen geringfügig ausdehnen oder zusammenziehen. Wenig später entstand mit dem Faltwerk ein technisch und formal auf die Felderteilung bezogenes Ornament. Wahrscheinlich wurde es zu Anfang des 15. Jahrhunderts in Flandern entwickelt. Die älteste bildliche Wiedergabe ist ein Stollenschränkchen auf der Buchminiatur der Geburt Johannes des Täufers  in den Très Belles Heures de Notre-Dame von Jan van Eyck, um 1422–1424. Von dort breitete es sich in alle Kunstlandschaften aus, in denen bevorzugt Eichenholz verarbeitet wurde, das dieser Handwerkstechnik entgegen kommt, also die Niederlande, Norddeutschland, Skandinavien, England und Frankreich. In Süddeutschland, Italien oder Spanien spielt es nur eine sehr geringe Rolle. Blütezeit dieser Dekorationsweise war die Spätgotik, doch entsprach sie offensichtlich noch durchaus dem Formempfinden der Renaissance, und selbst aus dem 17. Jahrhundert lassen sich Beispiele finden. In den nachmittelalterlichen Faltwerkmotiven ist eine Tendenz zur Mehrschichtigkeit der "Papierlagen" und zu reicherem Kerbschmuck zu erkennen. Faltwerkfüllungen des Historismus orientierten sich wieder an den spätgotischen Vorbildern.

## Technik
Große Beliebtheit und weite Verbreitung verdankt das Faltwerk seiner relativ effektiven und schematischen Fertigungsweise: Mit bestimmten Profilhobeln und Schnitzmessern war der Tischler in der Lage, das in Holzfaserrichtung laufende Ornament aus Kehlen, Wulsten und Graten so herauszuarbeiten, dass der Eindruck von mehrfach parallel gefalteten Papier- oder Pergamentrollen entstand. Die Motive stoßen nie an den Rahmen, weil die Füllung rundum mit allen vier angefasten Seiten lose in einer schmalen Nut sitzt. Ein Bildschnitzer musste nicht hinzugezogen werden. Das kam der eifersüchtig beachteten Aufgabenverteilung in der Zeit der Herausbildung der Zünfte sehr entgegen.

## Literatur

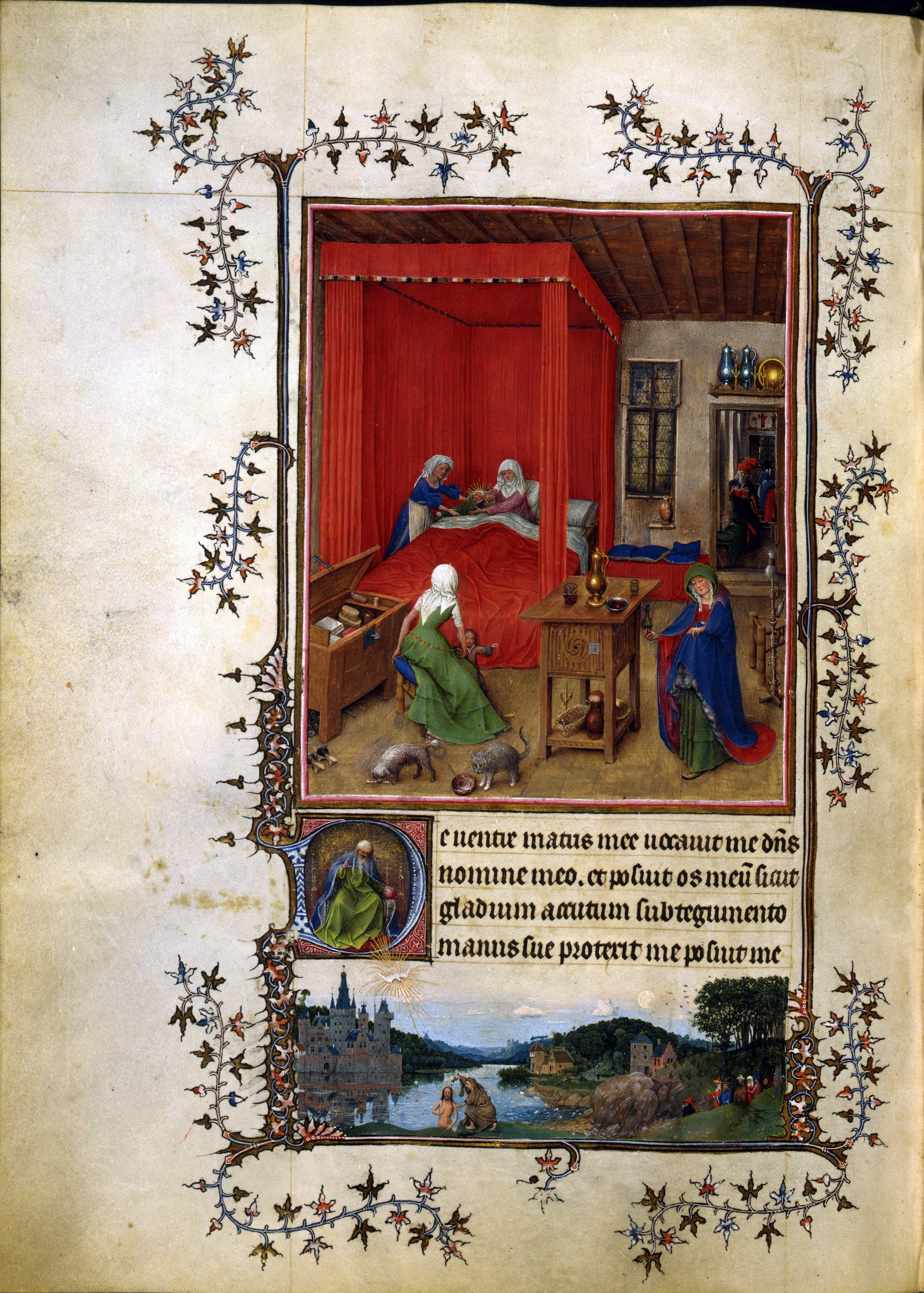
Älteste bildliche Wiedergabe von Faltwerk, Buchmalerei um 1420
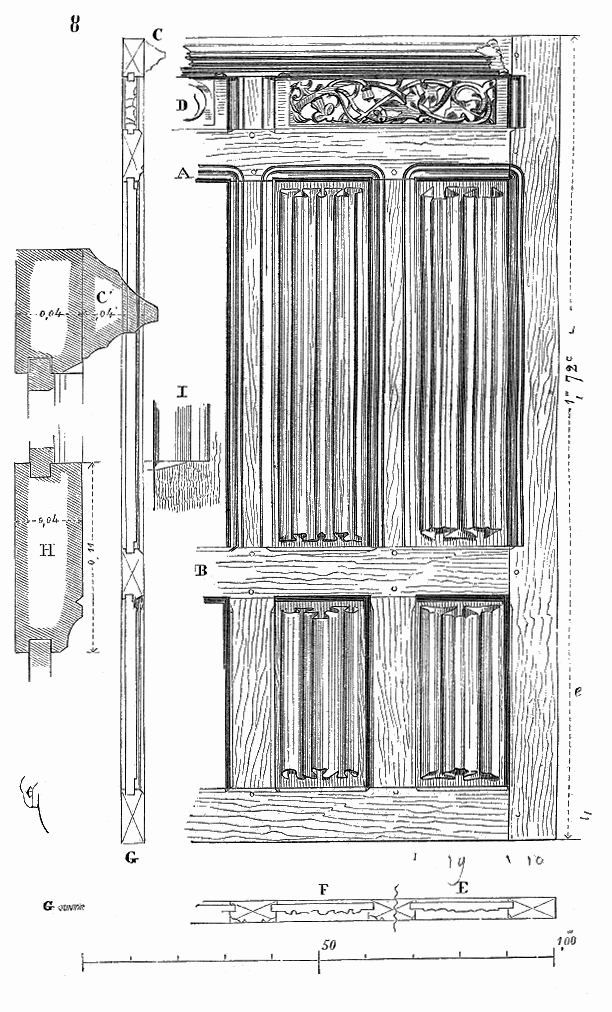
Spätgotische Vertäfelung in der Kirche von Semur en Auxois. Illustration von Eugène Viollet-le-Duc
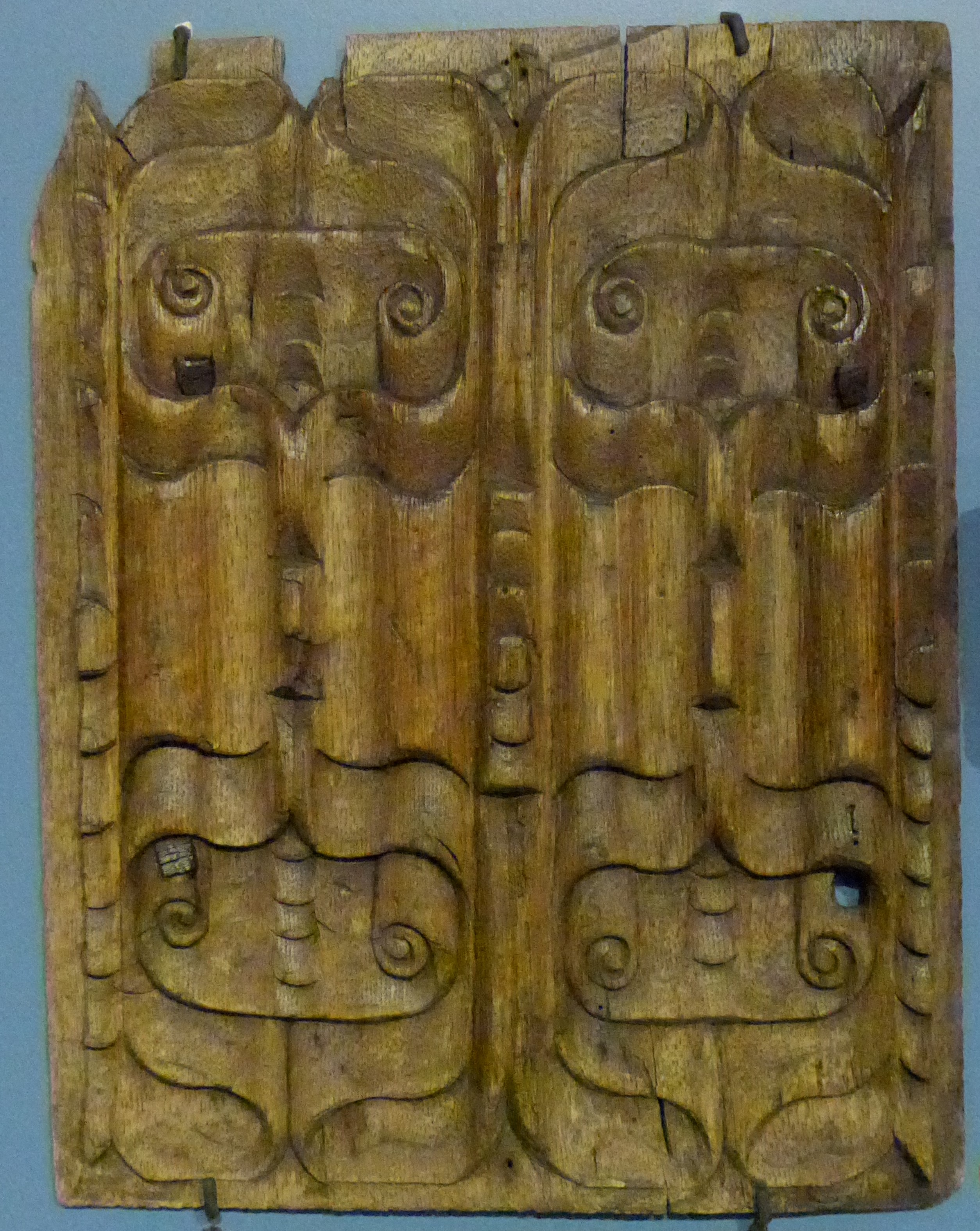
Füllung aus einer Truhenvorderwand. Eiche, Bremen, 17. Jahrhundert (Focke-Museum)